# Філіппов Зиновій Іванович
Зиновій Іванович Філіппов (23 вересня 1923, Річиця — 23 лютого 2012) — український кримський художник, Заслужений художник України і Криму (з 2004 року), член Спілки художників СРСР (з 1960 року) і Національної спілки художників України (з 1993 року).

## Біографія
Народився 23 вересня 1923 року в селі Річиці (нині Орловської області Росії). Дитинство пройшло в Балаклаві, а пізніше — в Москві.
Брав участь в боях німецько-радянської війни на посаді командира кулеметної роти. Був контужений і важко обморожений, проте залишився живим. За свої бойові заслуги нагороджений медалями «За оборону Москви» (1946), «За перемогу над Німеччиною» (1945), та орденом Вітчизняної війни II ступеня (1985).
У 1946 році поступив до Московського художнього училища, де навчався у К. Г. Дорохова, потім в Ризькому училищі прикладного мистецтва. У 1947–1953 роках навчався в Академії мистецтв Латвійської РСР у Ризі у К. Убана, Л. Свемпса, керівник диплому — У. Скулме.

Могила Зиновія Філіппова

З 1956 року жив і працював у Севастополі, Севастопольських художньо-виробничих майстернях. Помер 23 лютого 2012 року. Похований у Севастополі на правій стороні Міського кладовища «Кальфи».

## Творчість
Картини художника присвячені історії Севастополя, долям ветеранів війни, а також сучасникам. Особливе місце в творчості художника займали образи Олександра Гріна.
Художник створив біля двох тисяч полотен. Серед праць: «Проводи» (1963), «О. Грін» (1968), «Крим наш» (1977), «Зурбаган» (1996), «Квіти з коником» (2000) та інші.
Твори знаходяться у Національному музеї Праги, музеях України, Криму (зокрема у фондах Національного музею героїчної оборони і звільнення Севастополя і Севастопольського художнього музею) та у приватних зібраннях багатьох країн Європи.